# Завет Петра Великог
Завет Петра Великог (фр. Le Testament de Pierre le Grand) је политичка и пропагандна фалсификација и мистификација империјалне пропаганде Наполеона Бонапарта након неуспеха Наполеонове инвазије на Русију.
Памфлет је објављен у великом броју у Паризу крајем 1812. године са амбицијом да прикаже замишљену вољу Петра Великог, чији је крајњи циљ било руско освајање Европе.
Иако је кривотворина доказана 1870. године, памфлет је претходно кориштен у пропагандне сврхе током Кримског рата. Вук Караџић је у Србији користио антируску пропаганду за потребе језичке реформе и укидања славеносрпског језика, који је био пун русизма. Овако је постигнут Бечки књижевни договор.